# Kunsthütte Chemnitz

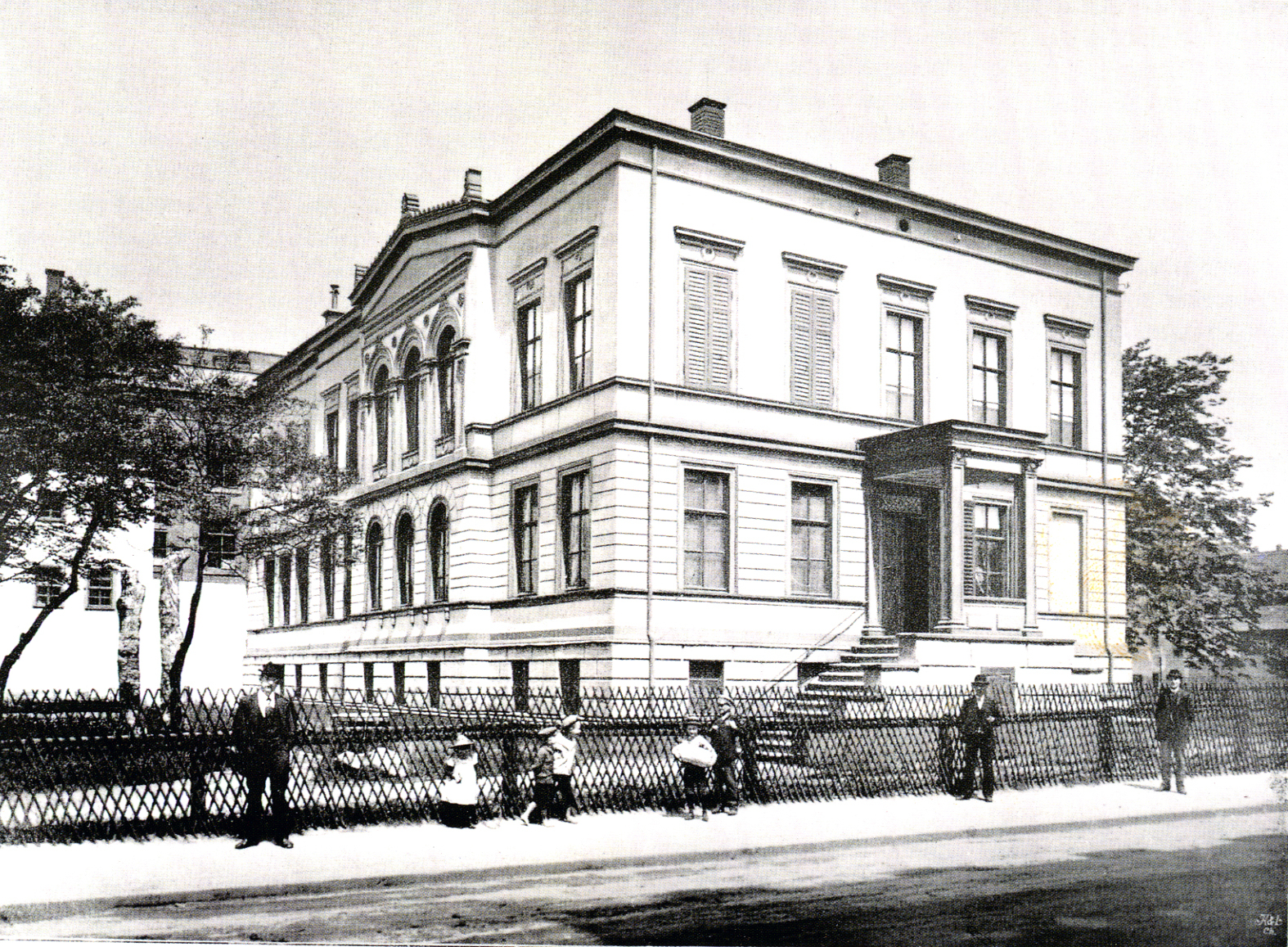
Die Lechlasche Villa wurde 1872 erstes festes Domizil und Ausstellungshaus der Kunsthütte.

Die Chemnitzer Kunsthütte war ein 1860 gegründeter Verein von Chemnitzer Künstlern und Kunstfreunden, der am 29. Dezember 1947 auf Befehl 41 der SMAD aufgelöst wurde. Seine Sammlung befindet sich heute in den Kunstsammlungen Chemnitz.
Am 24. Januar 1990 wurde der Kunstverein Neue Chemnitzer Kunsthütte e. V. in der Tradition der Chemnitzer Kunsthütte neu gegründet. Der Verein ist Träger der Neuen Sächsischen Galerie in Chemnitz.

## Geschichte

### Gründung des Vereins
Am 24. Januar 1860 wurde die Chemnitzer Kunsthütte als Verein von Chemnitzer Künstlern und Kunstfreunden gegründet. Er zählte zu Beginn 30 Mitglieder. Seine Mitgliederzahl wuchs stetig und erreichte im Jahr 1924 die Höchstzahl von 1291. Der erste Vorsitzende war der Kaufmann Moritz Langbein. Erklärtes Ziel des Vereins war es, Künstler und Kunstliebhaber zusammenzuführen und den Menschen Kunst auf verschiedene Art nahezubringen.
Am 15. Juli 1860 wurde in den Vereinsräumen die erste Ausstellung eröffnet, die von etwa 500 Personen besucht wurde. Es waren ausschließlich Chemnitzer Künstler und Kunsthüttenmitglieder mit Arbeiten vertreten. Die Durchführung von Ausstellungen stellte von da an eine feste Größe im Tätigkeitsbereich des Vereins dar. Überliefert sind auch Stiftungsfeste, die ein abwechslungsreiches Programm mit selbst gestalteten Theateraufführungen, gemeinsamer Tafel und von Besuchern nachgestellten Kunstwerken beinhalteten.
Ab 1861 vergab der Verein jährlich Preise für die talentiertesten Schüler in den Fächern Zeichnen und Modellieren. Außerdem engagierte er sich für die Einführung des Zeichenunterrichts an Chemnitzer Schulen. Dabei nahm Fedor Flinzer eine leitende Rolle ein. Des Weiteren setzte sich die Kunsthütte für die Errichtung eines Denkmals für Christian Gottfried Becker, den ersten Großindustriellen in Chemnitz, ein. Es wurde auf dem Platz zwischen alter Börse und Realschule (heute beim Posthof 4) errichtet und am 29. Mai 1870 feierlich enthüllt. Anfang der 1940er-Jahre wurde es allerdings wieder abgebaut und als Kriegsmetallspende eingeschmolzen.

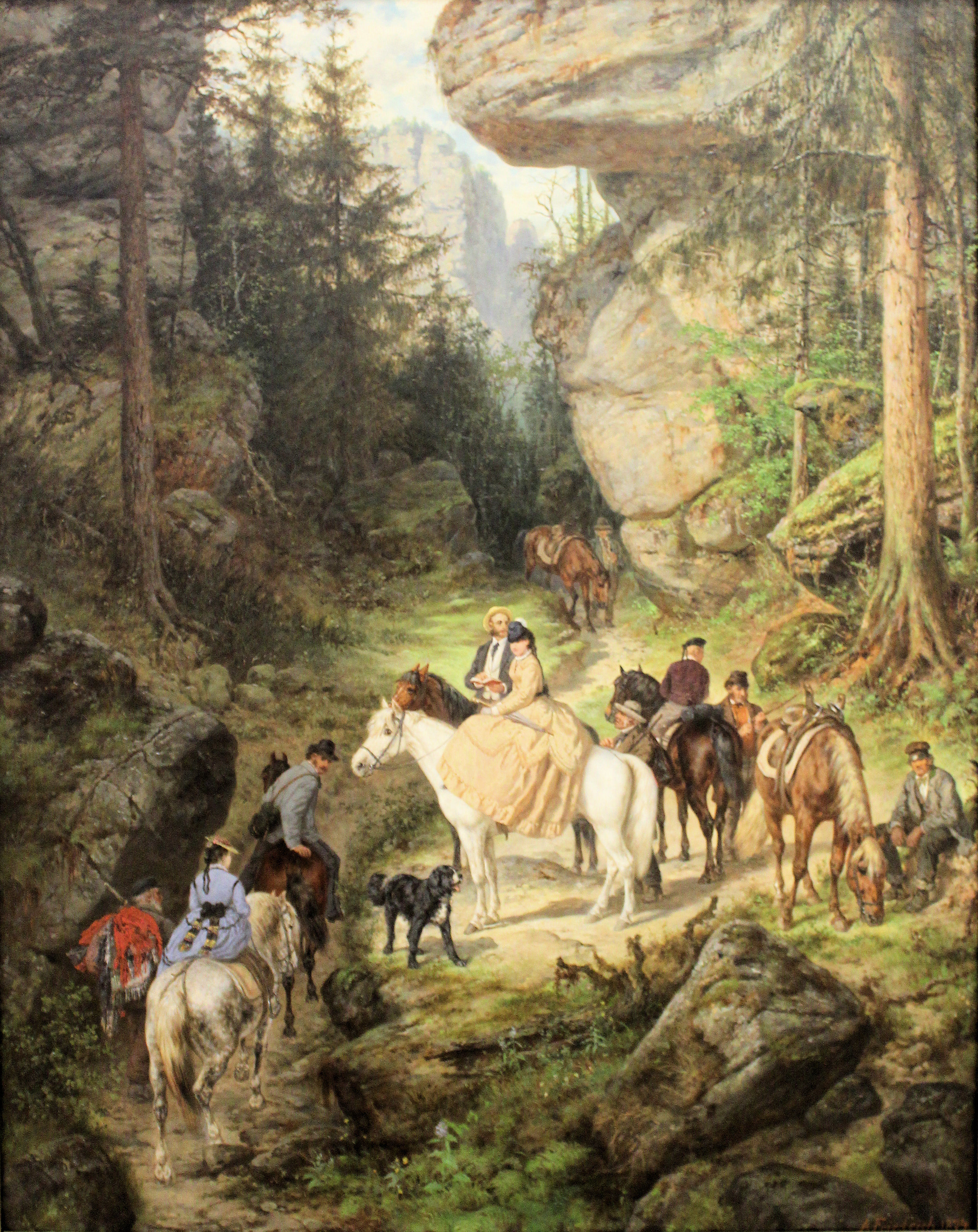
Gustav Adolf Friedrich: Partie aus der Sächsischen Schweiz, 1874, Kunstsammlungen Chemnitz. 1875 Schenkung der Hermann-Stiftung in Dresden an die Kunsthütte.

Auch die Sammlertätigkeit des Vereins setzte bereits in den 1860er Jahren ein. Durch Stiftungen, Ankäufe und Schenkungen wuchs die Sammlung und umfasste 1889 bereits 39 Ölgemälde, ein Pastell, fünf Aquarelle, zwei Wachsfarbenbilder, neun Plastiken, 15 Sammlungen mit 343 Kupferstichen und Radierungen, sechs Handzeichnungen, drei Holzschnittsammlungen, drei Farbdrucke, eine Lithografie und elf Sammlungen mit 44 Fotografien. Ab 1873 begann der Verein, Vorträge anzubieten, die allerdings erst ab 1904 kontinuierlich präsentiert wurden. Im Mittelpunkt standen dabei kunstwissenschaftliche und historische Themen. 1904 gründete sich der „Kunstsalon Gerstenberger“ in Chemnitz der die Kunsthütte unterstützte und später in ihr aufging.

### Eröffnung des König-Albert-Museums
1909 zog der Verein in das im gleichen Jahr eröffnete König-Albert-Museum um. Dort bekam er einige Räume zur Verfügung gestellt und verpflichtete sich, seine Ausstellungen „in einer der Bestimmung des König-Albert-Museums würdigen Weise zu gestalten“. Dies stellte einen Wendepunkt in der Geschichte des Kunstvereins dar. Bei der Eröffnungsfeier wurden 500 Werke der Malerei, Grafik und Plastik ausgestellt und 200 Künstler eingeladen. Die Mehrheit der Ausstellenden waren Dresdner und Münchner Künstler, deren Leistungen als gesichert galten. Aber auch Mitglieder der Künstlergruppe Brücke konnten teilnehmen: Erich Heckel, Ernst Ludwig Kirchner, Max Pechstein und Karl Schmidt-Rottluff.

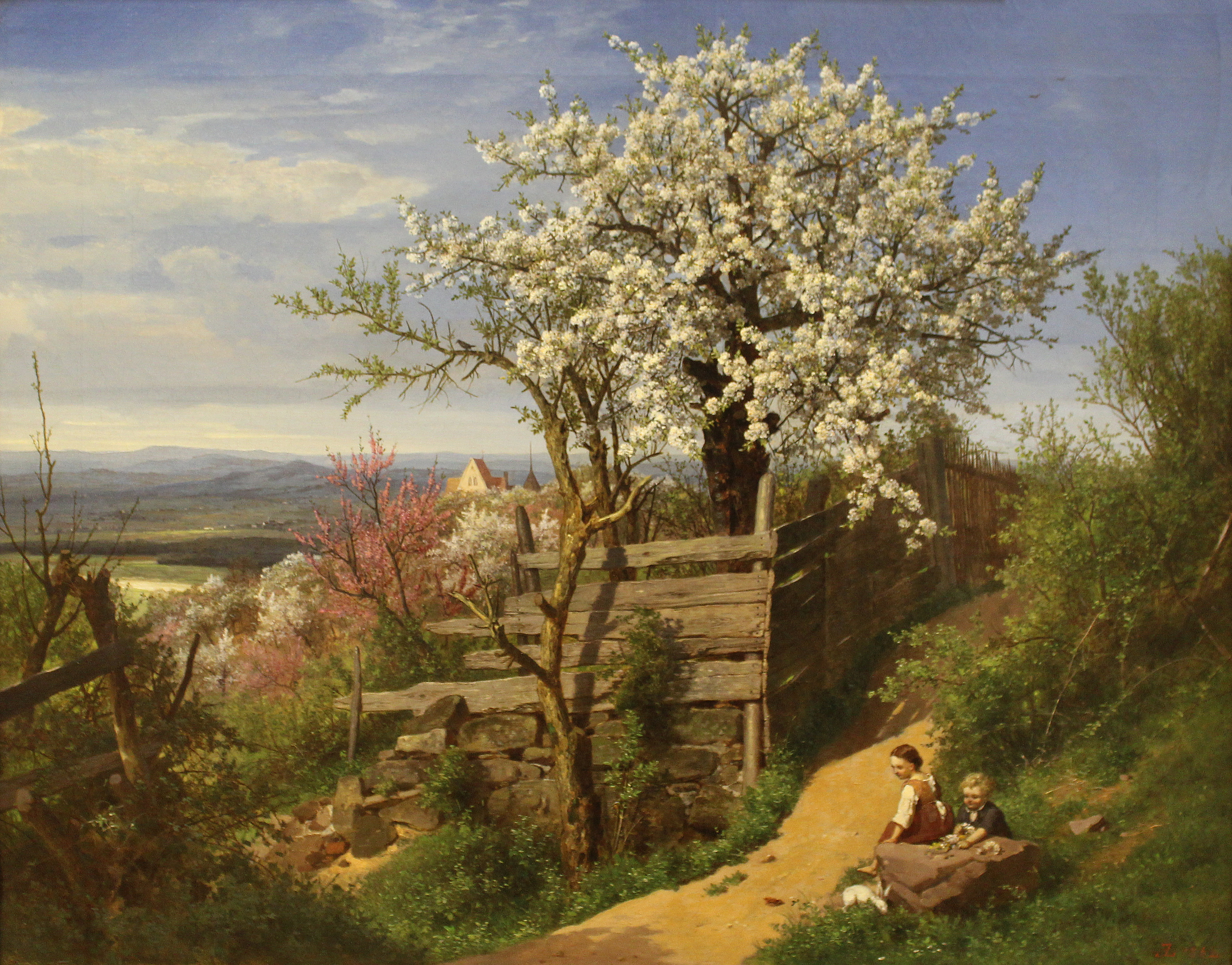
Eduard Leonhardi: Blühender Kirschbaum, 1862, Kunstsammlungen Chemnitz. 1942 Schenkung von Felix Oettel aus Radebeul an die Kunsthütte.

Während des Ersten Weltkrieges wurde die Ausstellungs- und Vortragstätigkeit des Vereins nach einer kurzen Unterbrechung fortgesetzt. Die Besucherzahl sank während des Krieges auf etwa die Hälfte.
Anfang der 1920er Jahre begann die Kunsthütte, sich in ihren Ausstellungen und Vorträgen zunehmend der modernen Kunst, insbesondere dem Expressionismus zu widmen, was zum Teil auf heftige Kritik und Unverständnis stieß. Ab 1924 sank die Zahl der Mitglieder stetig. Austritte wurden zumeist mit Unverständnis für die in den Ausstellungen gezeigte zeitgenössische Kunst begründet.

### Zeit des Nationalsozialismus
Auch der Kampfbund für deutsche Kultur protestierte gegen diese Ausstellungen. Im April 1933 wurde Friedrich Schreiber-Weigand, der Direktor des Museums, beurlaubt und im Oktober desselben Jahres entlassen. Aus dem Vorstand der Kunsthütte schied er bereits im April von selbst aus. Sein Nachfolger als Museumsdirektor war der Kunsthistoriker Wilhelm Rüdiger. Er hatte es sich zum Ziel gemacht, „alles der deutschen Rassenseele Fremde“ auszutilgen. Die Kunsthütte wurde schließlich ausdrücklich auf die „aus dem Volk kommende deutsche Kunst“ ausgerichtet und die demokratische Satzung durch das Führerprinzip ersetzt. Sie ordnete sich nun den kulturpolitischen Maximen des Nationalsozialismus unter. 1937 wurden in der Aktion Entartete Kunst aus dem Bestand der Kunsthütte 314 Werk beschlagnahmt. Das betraf Arbeiten folgender Künstler: Jussuff Abbo, Wulf Arnold, Ernst Barlach, Max Beckmann, Peter August Böckstiegel, Lyonel Feininger, Conrad Felixmüller, Michel Fingesten, Rose Friedrich, Georg Gelbke, Robert Genin, Ludwig Gies, Rudolf Großmann, George Grosz, Erich Heckel, Otto Hettner, Karl Hofer, Ernst Ludwig Kirchner, Hanna Klose-Greger, Oskar Kokoschka, Otto Lange, Wilhelm Lehmbruck, Gerhard Marcks, Ludwig Meidner, Constantin von Mitschke-Collande, Otto Müller, Ernst Müller-Gräfe, Heinrich Nauen, Emil Nolde, Max Pechstein, Franz Reinhardt, Christian Rohlfs, Wilhelm Rudolph, Gustav Adolf Schaffer, Adolf Schinnerer, Karl Schmidt-Rottluff, Martha Schrag, Lasar Segall, Otto Th. W. Stein und Christoph Voll.
Der Ausstellungsbetrieb der Kunsthütte lief währenddessen kontinuierlich weiter.

### Nachkriegszeit
Am 15. Juni 1945 wurde Friedrich Schreiber-Weigand wieder als Direktor der Städtischen Kunstsammlung eingesetzt, die Kunsthütte am 29. Dezember 1947 aufgrund des Befehles 41 der SMAD aufgelöst. Die Kunstbestände des Vereins gingen in den Besitz der Städtischen Kunstsammlung über.

### Neue Chemnitzer Kunsthütte

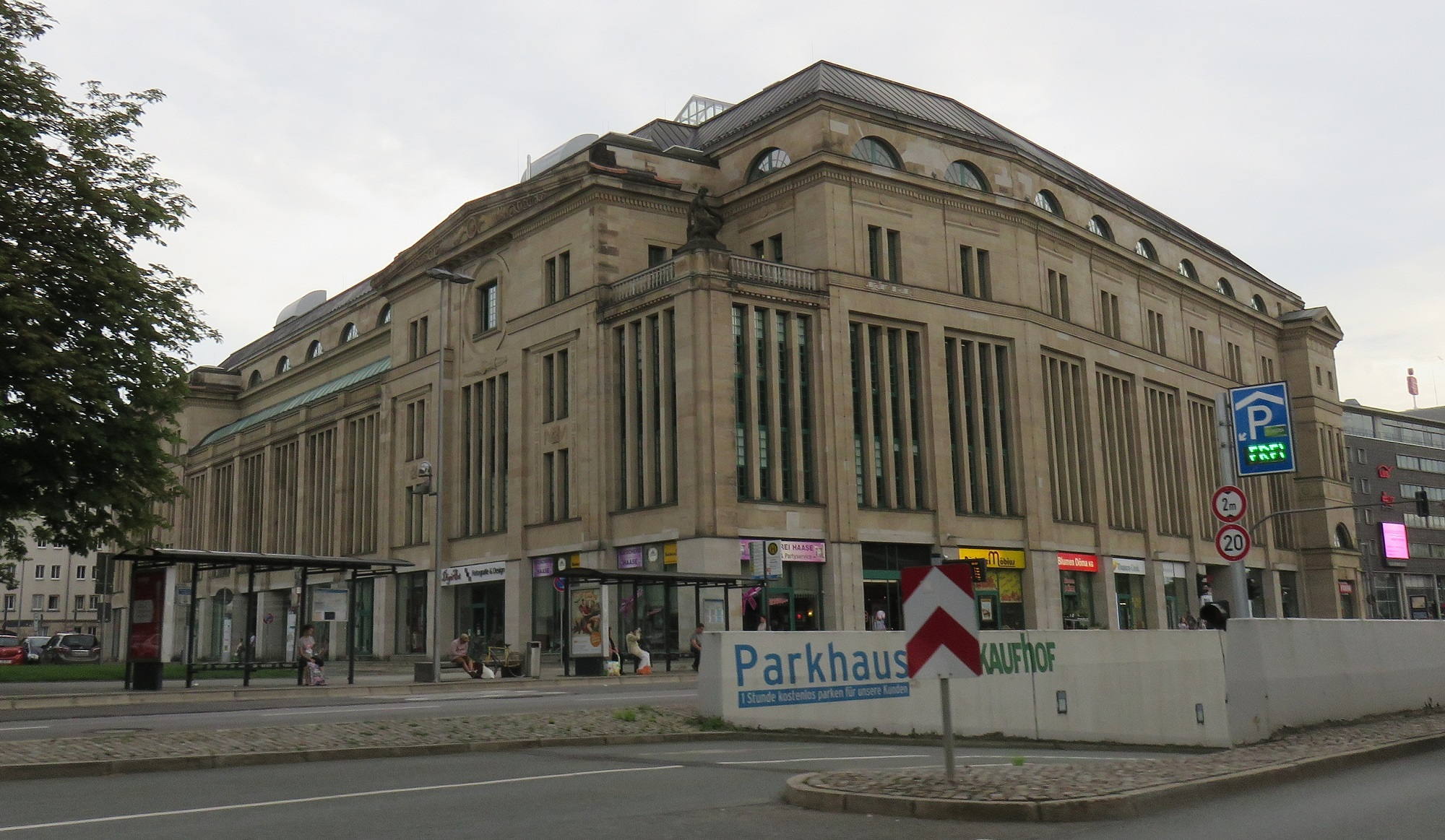
DAStietz, Standort der Neuen Sächsischen Galerie

Der Kunstverein Neue Chemnitzer Kunsthütte e. V. wurde am 24. Januar 1990 in der Tradition der Chemnitzer Kunsthütte gegründet. Erster Vorsitzender wurde Werner Ballarin, Hauptinitiator und später auch erster Direktor der Neuen Sächsischen Galerie. Sein Nachfolger wurde 2003 Mathias Lindner.
Die Neue Chemnitzer Kunsthütte ist ein gemeinnütziger Verein, der sich die Förderung der zeitgenössischen Kunst in Sachsen zum Ziel gesetzt hat. Dies will der Kunstverein durch Ausstellungen, Kunstgespräche, Vorträge, Symposien und andere Veranstaltungen erreichen. Er zählt zurzeit (Dezember 2018) über 200 Mitglieder und ist Mitglied des Bundesverbandes der deutschen Kunstvereine (AdKV).
1996 übernahm die Neue Chemnitzer Kunsthütte die Trägerschaft für die Neue Sächsische Galerie, die in der politischen Wende gegründet worden war. Sie betreut die kommunale Sammlung Sächsischer Kunst seit 1945. Die Neue Sächsische Galerie – Museum für zeitgenössische Kunst befindet sich seit 2004 im ersten Obergeschoss des ehemaligen Kaufhauses Tietz und verfügt dort über einen ständigen Ausstellungsraum von ca. 700 m². In ihrer Sammlung befinden sich über 12.000 Werke sächsischer Kunst nach 1945. Dabei handelt es sich um Werke der bildenden und der angewandten Kunst sowie Arbeiten der industriellen Formgestaltung. Die Werke stammen zum großen Teil aus der Sammlung des früheren Bezirkskunstzentrums Karl-Marx-Stadt und werden heute zumeist durch Schenkungen, Übereignungen oder Sponsoring erworben.
Ein Teil der Sammlungsbestände ist seit Neuestem im Internet einsehbar und dieses Angebot wird weiter ausgebaut.

## Standorte
- 1872–1909 Lechlasche Villa, Annaberger Straße 25 (im Krieg zerstört)
- 1909–1947 König-Albert-Museum, heute Kunstsammlungen am Theaterplatz
- 1990–1998 ehemalige Stasi-Zentrale, heute Teil des Schmidt-Rottluff-Gymnasiums
- 1998–2004 Alte Aktienspinnerei, heute Bibliothek der TU Chemnitz
- seit 2004 DAStietz, Kulturzentrum